# Посольство Австралии в России
Посольство Австралии в Москве (англ. Embassy of Australia, Moscow) — дипломатическая миссия Австралии в России, расположена в Москве в Таганском районе в Подколокольном переулке. С 2023 года послом Австралии в Российской Федерации является Джон Уильям Гиринг. Резиденция посла Австралии расположена в Хамовниках в Кропоткинском переулке в особняке Дерожинской.

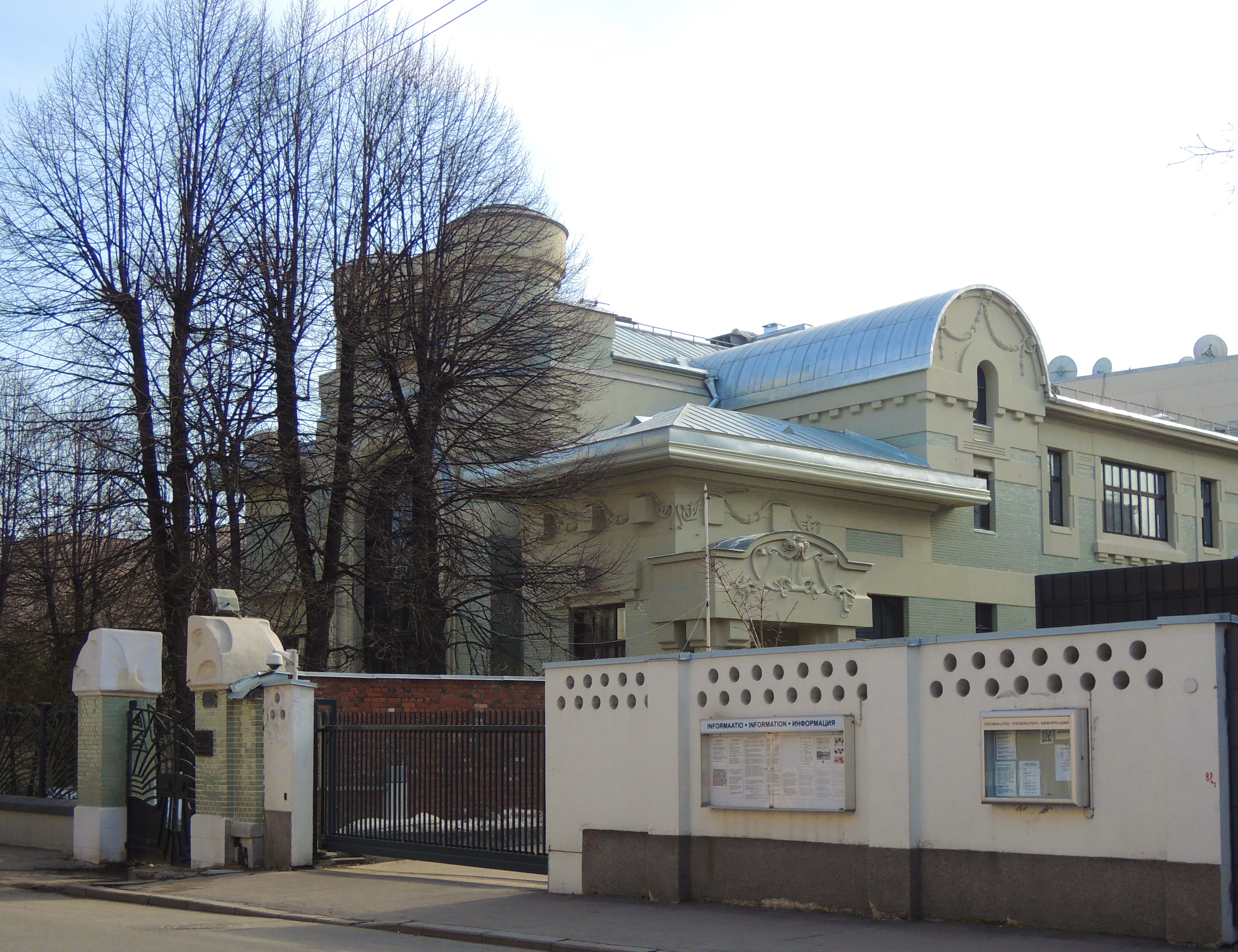
Резиденция посла Австралии в России.

## Дипломатические отношения
Первый официальный контакт между странами осуществился в 1807 году, когда российский военный корабль Ю. Ф. Лисянского «Нева» из первой русской кругосветной экспедиции (1803—1806) прибыл в Сидней. Дипломатические отношения на уровне консульств начались с 1857 года, а на уровне посольств — с 1942 года.

## Послы Австралии в России
| - Уильям Слейтер (1942—1943) - Джеймс Мэлони (1943—1946) - Ноэль Дешам (1946—1947, врем. поверенный) - Алан Ватт (1947—1950) - Фредерик Блейкни (1950—1951, врем. поверенный) - Джон Макмиллан (1951—1953, врем. поверенный) - Уильям Каттс (1953—1954, 1959—1960, врем. поверенный) - Джон Кит Уоллер (1960—1962) - Стюарт Джеймисон (1962—1965) - Джон Роуленд (1965—1968) - Фредерик Блейкни (1968—1972) - Лоуренс Лори (1972—1974) - Джеймс Плимсолл (1974—1977) - Мюррей Буршье (1977—1980) | - Дэвид Эванс (1981—1984) - Эдвард Покок (1984—1987) - Робин Эшвин (1987—1991) - Каван Хог (1991—1994) - Джеффри Бентли (1994—1998) - Рут Пирс (1998—2002) - Лесли Роу (2002—2005) - Роберт Тайсон (2005—2008) - Маргарет Туми (2008—2013) - Пол Майлер (2013—2015) - Питер Тэш (2016—2019) - Грейм Михан (2020—2023) - Джон Гиринг (2023 — н. в.) |